# Columbia Sportswear
Columbia Sportswear Company (NASDAQ: COLM

) er en amerikansk sportsbeklædningsvirksomhed, der producerer og sælger overtøj, sportstøj, fodtøj, campingudstyr, osv.
Selskabet driver har 449 butikker og beskæftiger 9.450 ansatte. De har mærker som Columbia, Sorel, Mountain Hardwear og Prana.
Virksomheden blev etableret i 1938 af Paul Lamfrom, far til Gert Boyle. Hovedkvarteret er beliggende i Cedar Mill, Oregon.